# Fred Thompson

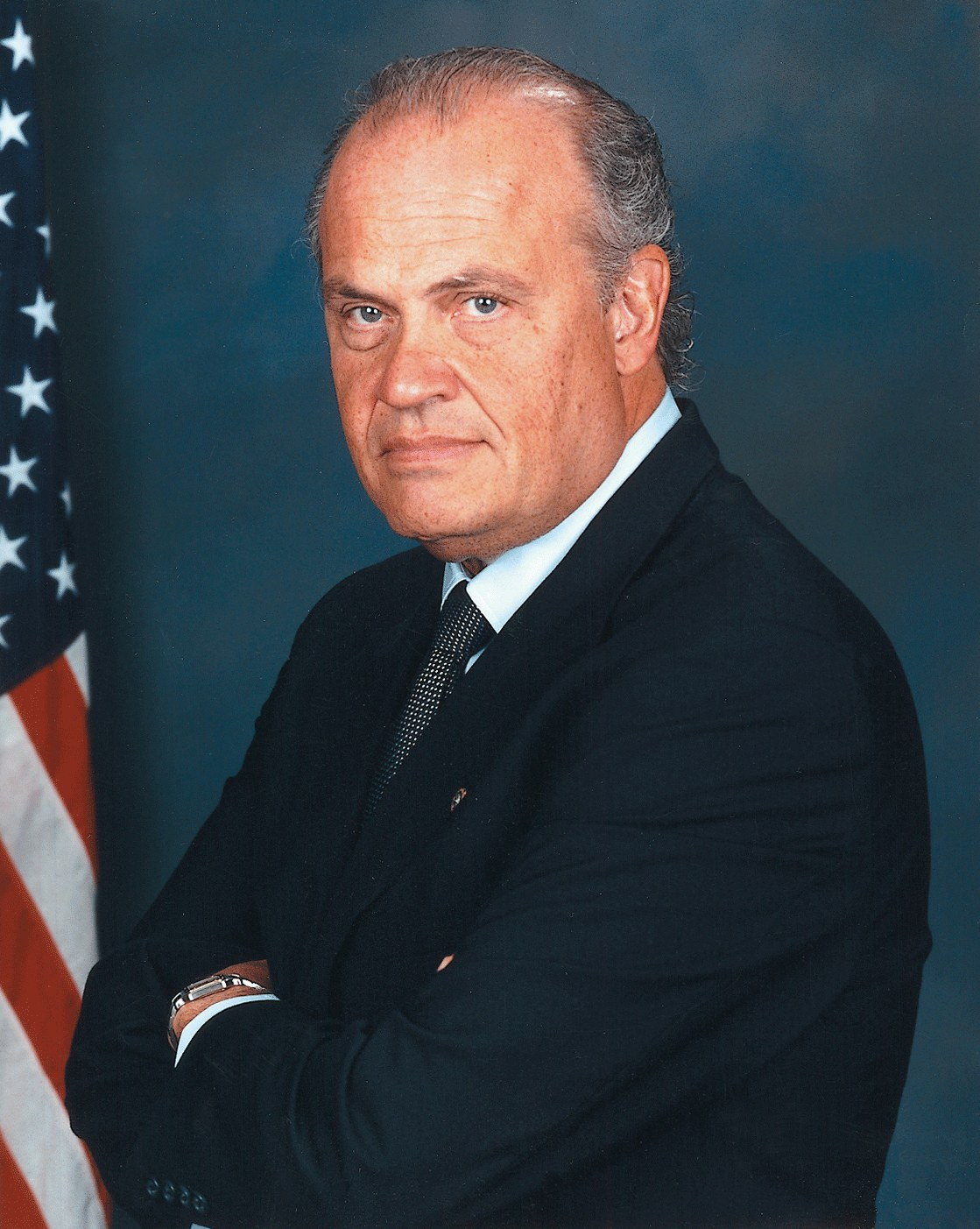
Fred Thompson

Freddie Dalton „Fred“ Thompson (* 19. August 1942 in Sheffield, Alabama; † 1. November 2015 in Nashville, Tennessee) war ein US-amerikanischer Filmschauspieler und Politiker. Von 1994 bis 2003 war er US-Senator für den Bundesstaat Tennessee. 2008 bewarb er sich um die Nominierung der Republikanischen Partei für die Präsidentschaftswahlen.

## Leben
Fred Thompson studierte Philosophie und Politikwissenschaft an der University of Memphis. Im Jahr 1967 absolvierte er die Vanderbilt University Law School. Später arbeitete er für die Staatsanwaltschaft.

### Karriere in der Politik

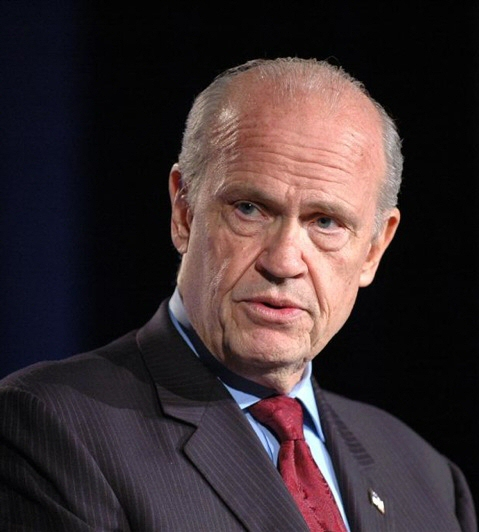
Fred Thompson (2007)

Von 1973 bis 1974 war Thompson der verantwortliche Rechtsberater (chief counsel) der republikanischen Mitglieder des so genannten Ervin-Komitees des US-Senats, das die Watergate-Affäre aufklären sollte. In dieser Funktion erwarb sich Thompson dadurch Respekt, dass er einerseits eine kritische Untersuchung der Verstrickungen des republikanischen Präsidenten Richard Nixon in die Vorgänge nicht scheute, andererseits aber auch ein mögliches Vorwissen der Demokraten über den Watergate-Einbruch vom 17. Juni 1972 bei den Befragungen thematisierte. Thompson veröffentlichte 1975 ein Buch mit dem Titel At that point in time, in dem er seine Erfahrungen und Beobachtungen über die Watergate-Untersuchungen zusammenfasste.
1994 wurde er für die Republikanische Partei als Vertreter des Bundesstaates Tennessee in den Senat gewählt und 1996 wiedergewählt. 2002 stellte er sich nicht erneut zur Wahl. Auch nach seinem Ausscheiden aus der aktiven Politik trat er weiterhin als Berater der Republikanischen Partei und als Kommentator politischer Entwicklungen in Erscheinung. Im Jahr 2005 erhielt er von Präsident George W. Bush den informellen Auftrag, Richter John Roberts, Bushs Kandidaten für den Obersten Gerichtshof, als Berater beim parlamentarischen Prozess der Bestätigung durch den Senat zu begleiten.
Thompson war auch für das American Enterprise Institute tätig, für das er sich mit Fragen der nationalen Sicherheit und der Außenpolitik beschäftigt. Er trat außerdem als politischer Experte für eine Sendung von ABC News Radio auf. Im März 2007 äußerte sich Thompson gegenüber dem amerikanischen Fernsehsender FOX dahingehend, für die Republikanische Partei selbst bei der Präsidentschaftskandidatur 2008 aktiv mitzuwirken.

### Präsidentschaftskandidatur 2008
Am 1. Juni 2007 verkündete Fred Thompson die Bildung eines „Erkundungskomitees“, was die Vorstufe zu einer offiziellen Erklärung zur Kandidatur für die Präsidentschaftsvorwahlen 2008 darstellte. Eine unter den Erwartungen gebliebene Wahlspendenbilanz (3,5 statt erwarteten 5 Mio. US-Dollar) und Turbulenzen innerhalb seines Beraterstabs stellten im Juli 2007 die Aussichten von Thompsons Kandidatur trotz guter Umfragewerte zunächst wieder in Frage. Am 6. September 2007 gab Thompson offiziell seine Kandidatur für die Präsidentschaftswahl 2008 bekannt.
Bei den ersten Vorwahlen im Bundesstaat Iowa am 3. Januar 2008 erreichte Thompson 13,4 % der Stimmen und lag damit auf Platz drei der republikanischen Präsidentschaftsbewerber. Nach einem enttäuschenden dritten Platz bei den Vorwahlen in South Carolina am 20. Januar 2008 (mit 16 % der Stimmen) zog er am 22. Januar 2008 seine Kandidatur offiziell zurück.

## Politische Standpunkte
- Thompson befürwortete einen starken Föderalismus.
- Er sprach sich für eine Direktwahl des Präsidenten im Sinne der National Popular Vote-Initiative aus.[5]
- Abtreibung und Homo-Ehe lehnte er ab.
- Thompson sprach sich für privaten Waffenbesitz aus und lehnte schärfere Kontrollen ab.
- Er unterstützte die Todesstrafe und auch den Irakkrieg.
- Thompson befürwortete die strikte Ausweisung von illegalen Einwanderern. Er wollte auch durchsetzen, dass die Beschäftigung illegaler Einwanderer unter Strafe gestellt wird. Zudem unterstützte Thompson die Forderung schärferer Kontrollen an der Grenze zu Mexiko.
- In Wirtschaftsfragen vertrat Thompson liberale Positionen (in den USA: Fiscal Conservative): In einem Interview mit dem Wall Street Journal sagte Thompson, dass seines Erachtens nach niedrige Steuern zu mehr Wohlstand, Investitionen und Wirtschaftswachstum führten. Außerdem unterstützte er den Freihandel.
- In Bezug auf das Steuersystem zog Thompson die Flat Tax der progressiven Einkommensteuer vor. Nach seinen Plänen hätten demnach Alleinlebende, die pro Jahr bis zu 50.000 Dollar verdienen, 10 % Einkommensteuer zu zahlen, für Familien gelte dies bis zu Einkommen von 100.000 Dollar. Bei höheren Einkommen würde die Steuer auf 25 % steigen.
- Thompson befürwortete die Privatisierung der Rentenversicherung (Social Security).
- In der Bildungspolitik befürwortete Thompson das Bildungsgutscheinmodell. Dies unterstützt die Schulwahlfreiheit von Eltern, unabhängig davon, ob diese ihre Kinder in eine private oder öffentliche Schule schicken. Auch der private Unterricht zuhause, der ebenfalls durch den Bildungsgutschein finanziert wird, fand Thompsons Unterstützung.
- Thompson bezweifelte, dass die Menschheit für den Klimawandel verantwortlich sei. Das Kyoto-Protokoll sowie nach dessen Ablauf die Unterzeichnung eines Nachfolgeprotokolls lehnte er ab.

## Film- und Fernsehauftritte
Thompson debütierte in einer Rolle als Schauspieler 1987 neben Kevin Costner in dem Thriller No Way Out – Es gibt kein Zurück; zuvor war er 1985 bereits in dem Film Marie neben Sissy Spacek aufgetreten, in dem er sich selbst spielte. 1990 trat er in Stirb Langsam 2 auf.
Thompson trat danach sowohl in Filmen wie auch in Fernsehserien auf. In der Erfolgsserie Law & Order stellte er ab 2002 den republikanischen Bezirksstaatsanwalt Arthur Branch dar. Für diese Rolle war er im Jahr 2004 für einen Screen Actors Guild Award nominiert. Während der Zeit seiner Präsidentschaftskandidatur unterbrach er die Mitarbeit an der Serie.

## Privates
Thompson war von 1959 bis 1985 mit Sarah Elizabeth Lindsey verheiratet, mit der er drei Kinder bekam. Von 2002 bis 2015 war er mit Jeri Kehn Thompson verheiratet, mit der er zwei Kinder hat.

## Filmografie (Auswahl)
- 1985: Marie – Eine wahre Geschichte (Marie)
- 1987: No Way Out – Es gibt kein Zurück (No Way Out)
- 1988: FBI Academy (Feds)
- 1989: Matlock (Staffel 4, Episode 1 und 2)
- 1990: Jagd auf Roter Oktober (The Hunt for Red October)
- 1990: Tage des Donners (Days of Thunder)
- 1990: Stirb langsam 2 (Die Hard 2: Die Harder)
- 1991: Armadillo Bears – Ein total chaotischer Haufen (Necessary Roughness)
- 1991: Kap der Angst (Cape Fear)
- 1991: Das Gesetz der Macht (Class Action)
- 1991: Curly Sue – Ein Lockenkopf sorgt für Wirbel (Curly Sue)
- 1992: Halbblut (Thunderheart)
- 1992: Mein unsichtbarer Freund (Day-O)
- 1993: Matlock  (Staffel 7, Folge 4)
- 1993: In the Line of Fire – Die zweite Chance (In the Line of Fire)
- 1994: Juniors freier Tag (Baby’s Day Out)
- 2002–2007: Law & Order (Fernsehserie)
- 2003–2006: Law & Order: Special Victims Unit (Fernsehserie)
- 2004–2005: Law & Order: Trial by Jury (Fernsehserie)
- 2005: Im Rennstall ist das Zebra los (Racing Stripes, nur Stimme)
- 2005: Criminal Intent – Verbrechen im Visier (Law & Order: Criminal Intent, Fernsehserie, Gastauftritt)
- 2010: Secretariat – Ein Pferd wird zur Legende (Secretariat)
- 2011: Good Wife (The Good Wife, Fernsehserie, Gastauftritt)
- 2012: Sinister
- 2016: Gott ist nicht tot 2 (God's Not Dead 2, Gastauftritt)

## Publikationen
- Fred D. Thompson: At that Point in Time. The Inside Story of the Senate Watergate Committee. Quadrangle, New York 1975.